# Биг-эйр
Биг-эйр (англ. Big Air — «большой воздух», также англ. Straight Jump)
- Соревнования (или показательные выступления), на которых лыжник, сноубордист или скейтбордист разгоняется и прыгает с большого трамплина, выполняя в полёте разные трюки. Длина полётов — примерно от 5 до 30 метров[1]. Олимпийская дисциплина с игр 2018 года в Пхёнчхане[2].
- Большой трамплин.

Наибольший зрительский интерес вызывает вид соревнований по сноуборду под названием биг-эйр («большой полёт»). Для проведения соревнований готовится специальный трамплин и горка с площадкой для приземления. Прыжок тщательно рассчитывается, чтобы он был затяжным и зрелищным, но в то же время наименее опасным для спортсмена. Биг-эйр относят к категории технического фристайла. Выступления участников оценивают по сложности трюков, динамике, «чистоте» и красоте исполнения.
Заключительный этап Кубка мира по биг-эйру в 2007, 2008 и 2009 годах проходил в Москве, на площади перед зданием Московского государственного университета на Воробьёвых горах.
Кубком чемпиона мира в дисциплине биг-эйр является Хрустальный глобус.

## История
В 2015 году исполком Международного олимпийского комитета на заседании в Лозанне (Швейцария) включил в программу зимних Игр биг-эйр начиная с Олимпийских игр 2018 года.